# Enni (berg i Island)
Enni är ett berg i republiken Island. Det ligger i regionen Västlandet, 120 km nordväst om huvudstaden Reykjavík. Toppen på Enni är 419 meter över havet.
Runt Enni är det mycket glesbefolkat, med 2 invånare per kvadratkilometer. Närmaste större samhälle är Ólafsvík, nära Enni. Trakten runt Enni består i huvudsak av gräsmarker.